# Luigi Trivelli
Luigi Giuseppe Trivelli (Mercogliano, 4 settembre 1879 – Roma, 19 agosto 1949) è stato un magistrato e politico italiano.
Entrato nella pubblica amministrazione nel 1902 è stato consigliere e presidente di sezione della Corte dei conti, membro della Commissione centrale per le imposte nelle colonie e presidente dell'Istituto nazionale "Arnaldo Mussolini" di assistenza agli insegnanti delle scuole medie. Senatore dal 1939 mantenuto nella carica dopo la caduta del fascismo.